# Bandera de la Bisbal d'Empordà
La bandera oficial de la Bisbal d'Empordà té la següent descripció:
Bandera apaïsada, de proporcions dos d'alt per tres de llarg, de gules, en relació amb l'alçada del drap, una creu tripomejada d'argent, de braços de gruix 1/18 i d'alçària 7/9, al centre.
Va ser aprovada el 2 de desembre de 1992 i publicada en el DOGC el 18 de desembre del mateix any amb el número 1684.